# 무주공공도서관
무주공공도서관은 전북특별자치도 무주군 소재의 공공 도서관이다.

## 연혁
- 1987년 02. 03. 군립도서관 설립허가
- 1988년 02. 09. 무주군립도서관 설치조롈 조례공포(무주군조례 제 1035호)
- 1988년 06. 03. 무주군립도서관 준공
- 1988년 11. 04. 무주군립도서관 개관
- 1991년 03. 26. 무주공공도서관으로 관명변경(전라북도 공공도서관 설치조례 개정제2018호)
- 1997년 11. 19. 직급상향조정(7급→6급)(전라북도교육행정관1230-791,‘97.11.19)
- 2010년 07. 23. 무주공공도서관 디지털자료실 개관
- 2012년 07. 01. 무주공공도서관 증축

- 2019년 03. 01. 전라북도교육청무주도서관으로 명칭변경

평생학습관 지정서 변경(평생학습관 최초 지정 2005.04.07)
- 2019년 11. 07. 도서관리모델링 및 증축공사착공
- 2020년 07. 07. 전라북도교육청무주도서관 재개관

- 2024년 01. 18. 전북특별자치도교육청무주도서관으로 명칭 변경

## 이용 안내
이용 시간
- 일반열람실: 평일 09:00 ~ 21:00 / 토,일요일 09:00 ~ 18:00
- 종합자료실, 아동열람실: 매일 09:00 ~ 18:00
- 디지털자료실: 매일 09:00 ~ 18:00

휴관일
- 매주 월요일
- 일요일을 제외한 공휴일(단, 일요일과 관공서의 기타 공휴일이 겹치는 경우 휴관)
- 국가의 임시 공휴일 또는 도서관장이 정한 날